# Ночной рябок
Ночной рябок (Pterocles bicinctus) — вид летающих птиц из семейства рябковых. Распространён в Анголе, Ботсване, Малави, Мозамбике, Намибии, Южной Африке, Замбии и Зимбабве.